# Vicente Nicolau Cotanda

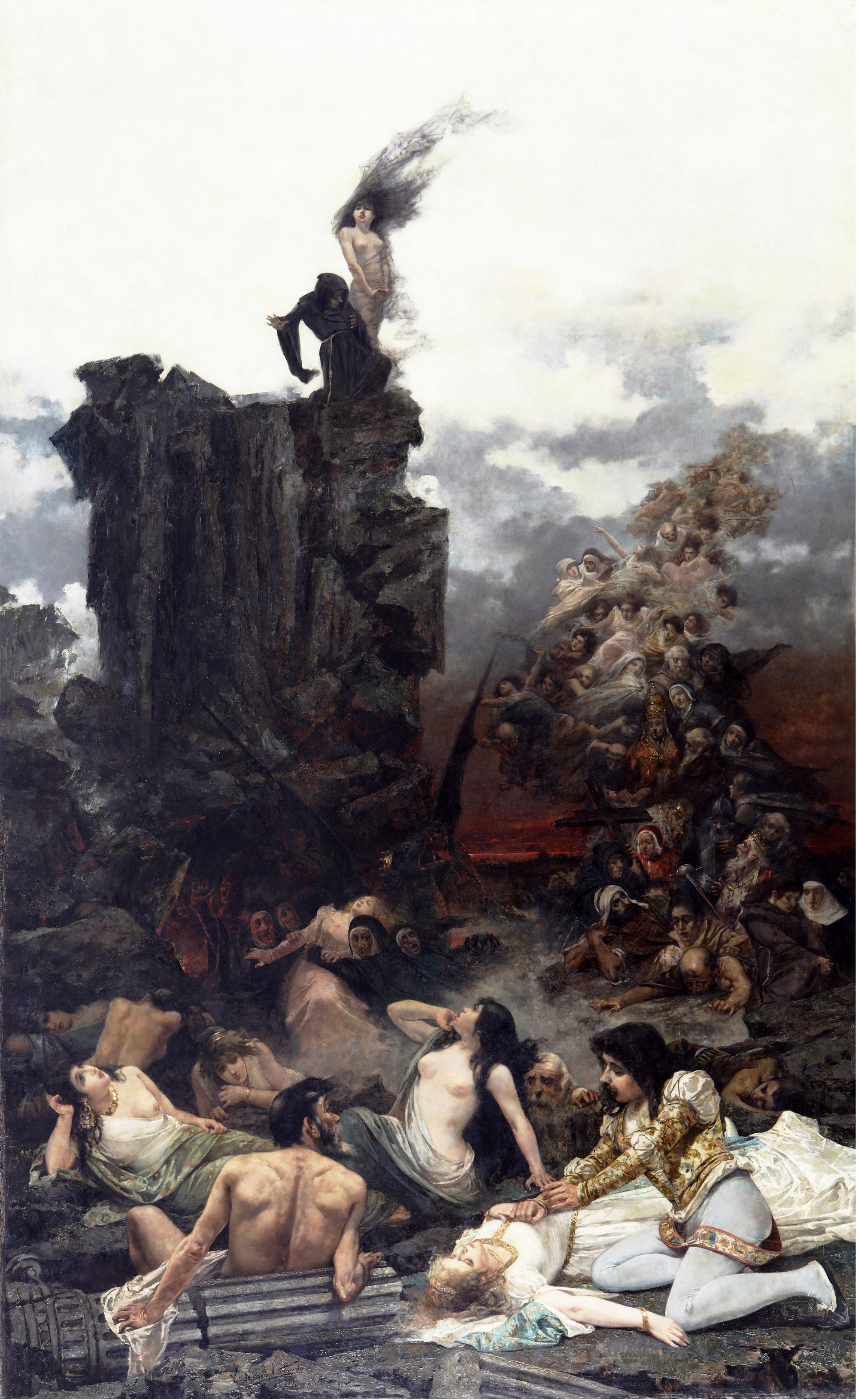
La visión de Fray Martín, óleo sobre tela, 1892.

Vicente Nicolau Cotanda (Sagunto, 1852 - Buenos Aires, 1898) fue un pintor español. Ganó reconocimiento artístico en las exposiciones de 1880 organizadas por el grupo recreativo El iris. En esa exposición obtuvo medalla de plata por sus obras La aguja de marear y Flor preferida. Se radicó en Buenos Aires en 1889.

## Primeros años y desarrollo artístico
En sus inicios, Nicolau Cotanda se desempeñó como mecánico. Pronto abandonó este oficio y se dedicó al dibujo y la pintura. Estudió en la Real Academia de San Carlos, y más tarde ingresó al taller de Ignacio Pinazo Camarlench.

## Obra y reconocimientos
De sus primeros años, se destaca La expulsión de los moriscos del reino de Valencia. En 1883, obtuvo una medalla de plata en la Exposición Regional de Valencia por su obra Regreso del sermón, cuadro que describe las costumbres de la huerta de Valencia
En 1884, obtuvo una medalla por el cuadro La visión de Fray Martín, una obra basada en el poema de Núñez de Arce. 
“[…] desde el tajado pico 
 por cuyas quiebras con fragor caían,
 como torrente de espumosas ondas,
 los siglos despeñados de la cumbre;
 e impasibles y absortas, del linaje
 de Adán el rumbo incierto contemplaron. […]
 Horrendas luchas,
 impensadas catástrofes y fieras
 venganzas la diezmaban de continuo.
 En tribus dividida, y en naciones,
 y en imperios, y en razas ¡cuántas veces
 las tribus, las naciones, los imperios
 y las razas enteras, cual rebaño
 que ciego se derrumba y precipita
 se despeñan en tropel! […] 
Todo, todo se hundía en la insondable
vorágine del tiempo. Leyes, usos,
 monumentos y gloria, hasta los mismos
 dioses, temblando de pavor, rodaban
 al fondo de la sima, nunca llena.

 Los siglos arrollaban a los siglos,
 en turbulento curso, cual las olas 
 arrollan a las olas, […]” 
Más tarde, obtuvo la medalla de oro en la Exposición de Cádiz por la obra La primera plana. 
Otras obras suyas que también fueron reconocidas son Don Alfonso el sabio y Álvarez ante los muros de Gerona.